# アントニオ・グテーレス
アントニオ・マヌエル・デ・オリヴェイラ・グテーレス（ポルトガル語: António Manuel de Oliveira Guterres [ɐ̃ˈtɔnju ɡuˈtɛʁɨʃ]、1949年4月30日 - ）は、ポルトガルの政治家。第114代ポルトガル首相、社会主義インターナショナル議長、欧州理事会議長、第10代国際連合難民高等弁務官を歴任した後、2017年から第9代国際連合事務総長を務める。日本の報道では「グテーレス」をグテレスと表記するものもある。

## 来歴

### 教育者
ヴィルジーリョ・ディアス・グテーレスとイルダ・カンディーダ・デ・オリヴェイラの子として、リスボンで生まれた。高等工科大学 (IST)で物理学と電気工学を学び、1971年に修了。助教として学問の世界に入った。

### 政治家
1974年に社会党に入党し、政治と関わりを持った。それから間もなく学界を退き、政治活動に専念するようになった。1974年4月25日のカーネーション革命でマルセロ・カエターノ政権が崩壊してからは、主にリスボン地区で社会党の組織化に深く関与した。グテーレスは党の首脳の一人となり、次の役職を歴任した。
- 産業大臣室長（1974年、1975年）
- リスボン、のちカステロ・ブランコ選出の国会議員（1976–1995年） この間、複数の国会の委員会に所属した。
- 社会党国会議員団長（1988年） ジョルジェ・サンパイオの後任

1992年に社会党の書記長と、アニーバル・カヴァコ・シルヴァ政権下の野党院内総務に就任。1992年9月には社会主義インターナショナルの副議長に任命された。
カヴァコ・シルヴァの退任を受けた1995年の総選挙で社会党が比較第一党になると、首相に就任して第1次内閣を組織した。政権では新自由主義経済の継続を敢行。1999年の総選挙もなんとか乗り切り第2次内閣を組織。在任中、ポルトガルに対する世界の注目度を高めた1998年のリスボン国際博覧会の誘致に尽力し、1999年に中華人民共和国へのマカオの返還も行った。

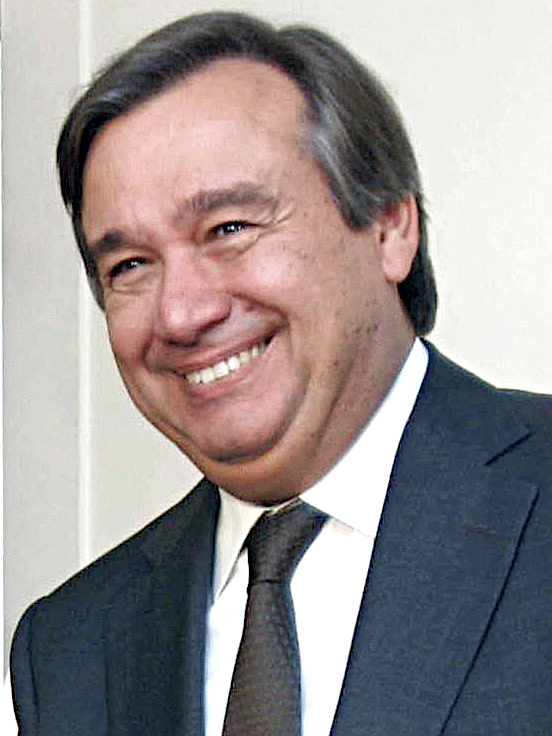
社会主義インターナショナル議長在任時

2000年1月から7月には欧州理事会の議長も兼務した。しかし、首相としての二期目は苦しい時期となった。経済の低迷とヒンツェ・リベイロ橋崩落事故の影響に加えて、党内対立がグテーレスの権威と人気を揺るがした。
2001年12月の地方選挙で、社会党は大敗を喫した。これを受けてグテーレスは「国を政治的な泥沼に陥れないため、職を辞す」と表明し、辞任した。ジョルジェ・サンパイオ大統領は国会を解散し、選挙を求めた。当時社会保障相だったエドゥアルド・フェーロ・ロドリゲスが社会党の代表となったが、総選挙で社会党は敗れ、首相職を社会民主党のジョゼ・マヌエル・ドゥラン・バローゾ（後の欧州委員会委員長）に明け渡した。グテーレスはポルトガルの政治から退き、2005年まで社会主義インターナショナルの議長を務めた。

### 国連難民高等弁務官
2005年5月の国連総会で、グテーレスは国連難民高等弁務官に選任された。2007年2月16日のナショナル・パブリック・ラジオによるインタビューでは、イラクの難民が直面している苦境について、1948年以降の中東で発生した最大の難民危機のひとつであると述べた。あまり一般に知られていない難民危機として、グテーレスは中央アフリカ共和国とコンゴ民主共和国における危機を挙げた。2011年にシリア内戦が発生すると、それによって生じた難民に対する国際的な支援を確保するために尽力した。弁務官時代には経費のかかるジュネーヴ本部の職員数を3分の2に削減し、その分現場により多くの人員を投入した。2015年12月31日に難民高等弁務官を退任。

### 国連事務総長
こうしてグテーレスは国連を去ったものの、2016年は年末で潘基文の国連事務総長としての任期が満了することもあって、ポルトガル政府から支持を取り付けたグテーレスはやがて次期事務総長の最有力候補と目されるようになっていった。2016年10月6日、国連安全保障理事会は次期国連事務総長としてグテーレスを国連総会に勧告する決議を採択。この安保理の勧告を受け、総会は13日にグテーレスを次期事務総長に任命することを採決した。こうしてグテーレスは年明けの2017年1月1日に事務総長に就任した。グテーレスは首相経験者としては初の事務総長であり、また国連創設後に生まれた初の事務総長でもある。
グテーレスは就任後初の声明で「新年に皆さんも私と決意を共有していただきたい。平和を第一にすると心に決めよう」と呼び掛けた。

2021年6月8日に開催された国連安全保障理事会の非公開会合において、グテーレスを事務総長として推薦する決議案を全会一致で採択。総会は18日にグテーレスの2期目の続投を採決した。
2021年6月、アムネスティ・インターナショナルの事務局長であるアニエス・カラマールは、BBCの取材に、「中国政府による新疆でのウイグル人弾圧に対して、グテーレスは責任を果たしていない」と批判している。
2022年2月24日から始まったロシアによるウクライナ戦争では、開戦前日に開催された緊迫するウクライナ情勢をめぐる安全保障理事会において、グテーレスは涙ながらロシアのプーチン大統領に侵攻を止めるように訴えたが、10分後にロシアは侵攻を宣言した。4月26日、ロシアとウクライナとの仲介のためモスクワを訪問し、プーチン大統領と会談。国連は会談後、マリウポリのアゾフスタリ製鉄所内にとどまる多数の市民の退避について、国連と赤十字国際委員会が関与することでプーチン大統領と原則合意したとする声明を発表した。4月28日、虐殺が行われたウクライナのボロディアンカ、ブチャ、イルピンを訪問し、キエフでゼレンスキー大統領、ドミトロ・クレーバ外相と会談した。ウクライナの穀物輸出を再開させる黒海穀物イニシアティブの合意にも尽力した。なお、米国はグテーレスを諜報対象にしており、「ロシアに甘すぎる」とする報告書が流出した。
2023年7月の国連安全保障理事会の会見において、人工知能は「世界の発展を加速」し、莫大な富を齎す可能性があると述べた。一方で、使い方によっては「想像を絶する規模での死と破壊、広範囲に及ぶトラウマ、深刻な心理的ダメージを引き起こす可能性がある」と述べた。
2023の年9月の国連総会では、国連改革の必要性を主張。「世界は変わったのに、われわれの組織は変わっていない」と述べた。また、同年夏の平均気温が観測史上最高だったことに触れ、「全ての指導者が暑さを実感したのか疑問だ」と気候変動対策の不十分さに不満を示した。
2023年10月から始まったパレスチナ・イスラエル戦争では、先に大規模攻撃を仕掛けたハマスを非難しつつ、ガザ地区を封鎖するとしたイスラエルに対して国際人道法違反であると指摘した。また、ハマスの攻撃について、「何もない状況で急に起こったわけではない」「パレスチナの人々は56年間、息のつまる占領下に置かれてきた。自分たちの土地を入植によって少しずつ失い、暴力に苦しんできた。経済は抑圧されてきた。人々は家を追われ、破壊されてきた。そうした苦境を政治的に解決することへの希望は消えつつある」と述べた。イスラエルは猛反発し、同国国連大使は辞任を要求した。12月6日、グテーレスは正式に安全保障理事会に書簡を送付し、包囲されたガザの「人道的大惨事の回避」を求めた。これは国連憲章の第99条に基づくものであり、これは就任後初、歴史的にも1971年の第三次印パ戦争に関するもの以来52年ぶりの大事であった。ただし、この決議は米国の拒否権行使により否決された（15か国中13か国賛成、1か国棄権、1か国反対）。
- 演説中のグテーレス（2012年8月24日）
- ウィーン国際センターにて（2019年5月27日）
- ドイツのアンゲラ・メルケル首相、米国のマイク・ポンペオ国務長官と（2020年1月19日）
- プーチン大統領とモスクワで会談（2022年4月26日）
- ゼレンスキー大統領、クレーバ外相と（2022年4月28日）

## 人物
1972年にルイーザ・アメーリア・ギマリャンイス・エ・メロと結婚。ペドロ・ギマリャンイス・エ・メロ・グテーレス（1977年生）とマリアナ・ギマリャンイス・エ・メロ・デ・オリヴェイラ・グテーレス（1985年生）の1男1女を儲けたものの、ルイーザは1998年1月28日に、ロンドンの王立自由病院で癌のため早世した。
2001年にはカタリナ・マルケス・デ・アルメイダ・ヴァス・ピントと再婚した。カタリナには前夫との間フランシスコ・ヴァス・ピント・ダ・コスタ・ラモスという連れ子がいる。
母語であるポルトガル語のほか、英語・フランス語・スペイン語に堪能。趣味は歴史と地理の研究で、特に世界史に精通している。またオペラを愛し、スポーツではサッカーを好む。
カトリック教徒故か、首相時代は人工中絶、同性婚に反対していた。退任後は自身が否定していた権利を見直し、支持を表明していた。

## 栄典・顕彰

### 勲章
- 自由勲章大十字（ポルトガル、2016年2月2日）[27]
- イザベラ・カトリック女王勲章頸飾（スペイン、2002年6月14日）[28]
- キリスト勲章大十字（ポルトガル、2002年6月9日）[27]
- 国家功労勲章大十字（フランス、2002年6月4日）[29]
- 南十字星勲章大頸飾（ブラジル、2002年）[29]
- 勲一等旭日大綬章（日本、2002年）[29]
- 共和国勲章大綬章（チュニジア、2002年）[29]
- ヤロスラフ賢公勲章1等（ウクライナ、2002年）[29]
- イタリア共和国功労勲章大十字（イタリア、2001年12月3日）[30][29]
- 功労勲章大十字（チリ、2001年9月30日）[29]
- アミルカル・カブラル勲章1級（カーボベルデ、2001年4月27日）[29]
- レオポルド勲章大綬章（ベルギー、2000年10月9日）[29]
- カルロス3世勲章大十字（スペイン、2000年9月8日）[31]
- 名誉勲章大十字（ギリシャ、2000年3月17日）[29]
- アステカの鷲勲章特別懸章（メキシコ、1999年7月2日）[29]
- ウルグアイ東方共和国勲章大将校（ウルグアイ、1998年12月10日）[29]
- ポーランド共和国功労勲章大十字（ポーランド、1997年9月22日）[29]
- 南十字星勲章大十字（ブラジル、1996年7月23日）[29]

### 名誉学位
- 明治大学名誉博士学位（日本、2014年11月13日）[32]